# Phrixothrix clypeatus
Phrixothrix clypeatus is een keversoort uit de familie Phengodidae. De wetenschappelijke naam van de soort is voor het eerst geldig gepubliceerd in 1992 door Wittmer.